# Tharrhalea
Tharrhalea is een geslacht van spinnen uit de  familie van de Thomisidae (krabspinnen).

## Soorten
- Tharrhalea albipes L. Koch, 1875
- Tharrhalea bicornis Simon, 1895
- Tharrhalea cerussata Simon, 1886
- Tharrhalea fusca (Thorell, 1877)
- Tharrhalea irrorata (Thorell, 1881)
- Tharrhalea luzonica (Karsch, 1880)
- Tharrhalea maculata Kulczynski, 1911
- Tharrhalea mariae Barrion & Litsinger, 1995
- Tharrhalea semiargentea Simon, 1895
- Tharrhalea superpicta Simon, 1886
- Tharrhalea variegata Kulczynski, 1911